# Pliboux
Pliboux korábbi község Franciaország Új-Aquitania régiójában, Deux-Sèvres megyében. 2025. január 1-jén négy másik korábbi községgel egyesült és az így létrejött Sauzé-entre-Bois új község része lett.
Lakosainak száma 219 fő (2022. január 1.). Pliboux Limalonges, Mairé-Levescault és Chaunay községekkel határos.

## Népesség
A település népességének változása:
| Lakosok száma | 209  | 208  | 211  | 206  | 207  | 206  | 208  | 213  | 219  |
|               | 2013 | 2015 | 2016 | 2017 | 2018 | 2019 | 2020 | 2021 | 2022 |